# Аборты в Сан-Марино
Аборты в Сан-Марино легальны в течение первых 12 недель беременности, а также на более поздних сроках при угрозе физическому или психическому здоровью матери.
До 2022 года статьи 153 и 154 Уголовного кодекса республики предусматривали тюремное заключение для любой женщины, которая делала аборт, для тех, кто оказывал ей помощь, и для врачей, проводивших операцию. Аборты, выполняемые для спасения жизни матери, как правило, допускались правовыми принципами необходимости, но закон не делал конкретных исключений.
Предложение о либерализации закона об абортах было внесено во время пересмотра Уголовного кодекса 1974 года, но правительство отложило его на неопределённый срок, чтобы разрешить дальнейшие дебаты. В докладе Отдела народонаселения Организации Объединённых Наций отмечалось, что желающая прервать беременность жительница Сан-Марино может сделать это в соседней Италии. В сентябре 2021 года состоялся референдум, на котором 77 % избирателей проголосовали за отмену закона, запрещающего аборты. 1 сентября 2022 года парламент Сан-Марино проголосовал за легализацию абортов. Закон вступил в силу 12 сентября 2022 года.